# Aplomya seyrigi
Aplomya seyrigi är en tvåvingeart som beskrevs av Louis-Paul Mesnil 1954. Aplomya seyrigi ingår i släktet Aplomya och familjen parasitflugor.
Artens utbredningsområde är Madagaskar. Inga underarter finns listade i Catalogue of Life.